# Ventrículo primitivo

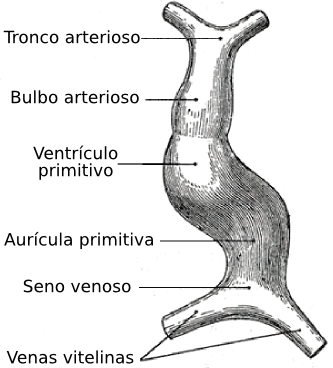
El corazón embrionario toma forma de S, la porción media es el ventrículo primitivo, parte integral del desarrollo del ventrículo derecho.

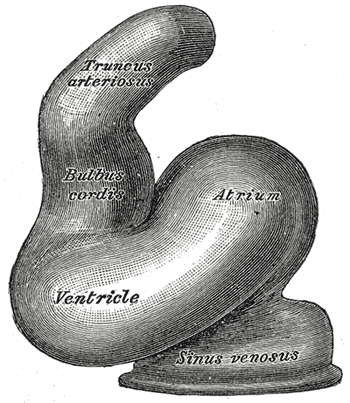
Corazón de embrión humano de unos catorce días.

El ventrículo primitivo es una región del primitivo corazón fetal que aparece al final de la tercera semana del desarrollo del corazón humano y animal. El ventrículo primitivo forma la mayor parte del ventrículo izquierdo y, junto con el bulbo cardíaco forma el ventrículo derecho. El ventrículo primitivo se encuentra conectado al bulbo cardíaco por medio del orificio auriculoventricular

## Ubicación
En el comienzo de su fase embrionaria el corazón no es más que un tubo recto dispuesto libremente en el interior de la cavidad pericárdica del feto. El ventrículo primitivo aparece como una sección en los dos tercios caudales (que formarán la parte más inferior del corazón).

## Tabique aorto-pulmonar
A lo largo de la quinta semana del desarrollo embrionario, la proliferación de células de la cresta neural llegan hasta el corazón primitivo y forman un tabique—el tabique interventricular—que divide el bulbo arterioso del tronco arterioso formando dos conductos arteriales, la aorta y el tronco pulmonar. El bulbo arterioso y la porción del ventrículo primitivo que le continúa crecen más rápidamente que las otras regiones del corazón embrionario, de manera que el corazón se dobla sobre sí mismo en forma de S y el bulbo arterioso se ubica a la derecha del ventrículo primitivo.